# Coppa Libertadores 2017 (calcio a 5)
La Coppa Libertadores 2017 è la 16ª edizione del torneo continentale riservato ai club di calcio a 5 vincitori nella precedente stagione del massimo campionato delle federazioni affiliate alla CONMEBOL. La competizione si è giocata dal 22 al 28 maggio 2017.

## Squadre partecipanti
Tutte le nazioni schierano una squadra ad eccezione di Paraguay (campione l'anno precedente) e Perù, nazione ospitante, che ne schierano due per un totale di 12 squadre.

### Lista
I club sono stati ordinati in base al risultato della federazione nell'edizione precedente.

| Rank | Squadra            | Urna |
| ---- | ------------------ | ---- |
| 1/H  | Primero de Mayo    | 1    |
| 2/TH | Cerro Porteño      | 1    |
| 3    | Carlos Barbosa     | 1    |
| 4    | Real Antioquia     | 2    |
| 5    | Kimberley          | 2    |
| 6    | Nantes             | 2    |
| 7    | Panta Walon        | 3    |
| 8    | Santiago Wanderers | 3    |
| 9    | Old Christians     | 3    |
| 10   | Caracas            | 4    |
| 11   | Bocca              | 4    |
| 12   | Afemec             | 4    |

Note
- (TH) Squadra campione in carica
- (H) – Squadra ospitante

### Formula
Le 12 squadre si affrontano in tre gironi da quattro, sorteggiati il 28 aprile. Le prime due di ogni girone e le due migliori terze accedono alla fase finale ad eliminazione diretta.

## Fase a gironi

### Gruppo A
| Squadra            | P.ti | G | V | N | P | GF | GS | DR  |
| ------------------ | ---- | - | - | - | - | -- | -- | --- |
| Afemec             | 7    | 3 | 2 | 1 | 0 | 14 | 3  | +11 |
| Primero de Mayo    | 7    | 3 | 2 | 0 | 0 | 8  | 3  | +5  |
| Santiago Wanderers | 3    | 3 | 1 | 0 | 2 | 7  | 14 | -7  |
| Nantes             | 0    | 3 | 0 | 0 | 3 | 2  | 11 | -9  |

### Gruppo B
| Squadra        | P.ti | G | V | N | P | GF | GS | DR  |
| -------------- | ---- | - | - | - | - | -- | -- | --- |
| Real Antioquia | 9    | 3 | 3 | 0 | 0 | 13 | 3  | +10 |
| Cerro Porteño  | 6    | 3 | 2 | 0 | 1 | 11 | 7  | +4  |
| Bocca          | 3    | 3 | 1 | 0 | 2 | 10 | 14 | -4  |
| Old Christians | 0    | 3 | 0 | 0 | 3 | 6  | 16 | -10 |

### Gruppo C
| Squadra        | P.ti | G | V | N | P | GF | GS | DR  |
| -------------- | ---- | - | - | - | - | -- | -- | --- |
| Carlos Barbosa | 9    | 3 | 3 | 0 | 0 | 16 | 5  | +11 |
| Kimberley      | 6    | 3 | 2 | 0 | 1 | 11 | 6  | +5  |
| Caracas        | 1    | 3 | 0 | 1 | 2 | 7  | 12 | -5  |
| Panta Walon    | 1    | 3 | 0 | 1 | 2 | 5  | 16 | -11 |

## Fase a eliminazione diretta

### Tabellone
|  | Quarti di finale     | Quarti di finale |                |                      | Semifinali                | Semifinali                |  |  | Finale | Finale |
|  |                      |                  |                |                      |                           |                           |  |  |        |        |
|  |                      |                  |                |                      |                           |                           |  |  |        |        |
|  |                      |                  |                |                      |                           |                           |  |  |        |        |
|  | Afemec               | 5                |                |                      |                           |                           |  |  |        |        |
|  | Afemec               | 5                |                |                      |                           |                           |  |  |        |        |
|  | Santiago Wanderers   | 1                |                |                      |                           |                           |  |  |        |        |
|  | Santiago Wanderers   | 1                | Afemec         | 1                    |                           |                           |  |  |        |        |
|  |                      |                  | Afemec         | 1                    |                           |                           |  |  |        |        |
|  |                      | Cerro Porteño    | 5              |                      |                           |                           |  |  |        |        |
|  | Cerro Porteño        | Cerro Porteño    | 5              | 3                    |                           |                           |  |  |        |        |
|  | Cerro Porteño        |                  |                | 3                    |                           |                           |  |  |        |        |
|  | Kimberley            | 2                |                |                      |                           |                           |  |  |        |        |
|  | Kimberley            | 2                | Cerro Porteño  | 1                    |                           |                           |  |  |        |        |
|  |                      |                  | Cerro Porteño  | 1                    |                           |                           |  |  |        |        |
|  |                      | Carlos Barbosa   | 2              |                      |                           |                           |  |  |        |        |
|  | Real Antioquia       | Carlos Barbosa   | 2              | 6                    |                           |                           |  |  |        |        |
|  | Real Antioquia       |                  |                | 6                    |                           |                           |  |  |        |        |
|  | Bocca                | 2                |                |                      |                           |                           |  |  |        |        |
|  | Bocca                | 2                | Real Antioquia | 1                    | Finale per il terzo posto | Finale per il terzo posto |  |  |        |        |
|  |                      |                  | Real Antioquia | 1                    | Finale per il terzo posto | Finale per il terzo posto |  |  |        |        |
|  |                      | Carlos Barbosa   | 4              |                      |                           |                           |  |  |        |        |
|  | Carlos Barbosa (dcr) | Carlos Barbosa   | 4              | 2 (2)                | Afemec                    | 2 (2)                     |  |  |        |        |
|  | Carlos Barbosa (dcr) |                  |                | 2 (2)                | Afemec                    | 2 (2)                     |  |  |        |        |
|  | Primero de Mayo      | 2 (1)            |                | Real Antioquia (dcr) | 2 (3)                     |                           |  |  |        |        |
|  | Primero de Mayo      | 2 (1)            |                |                      | 2 (3)                     |                           |  |  |        |        |
|  |                      |                  |                |                      |                           |                           |  |  |        |        |
|  |                      |                  |                |                      |                           |                           |  |  |        |        |